# Snuggle Truck
Snuggle Truck es un videojuego de acción y carreras desarrollado por Owlchemy Labs. Tras la negativa recibida por Apple ante el lanzamiento de Smuggle Truck por su polémico contenido, se cambió la temática del videojuego a animales de peluche y se renombró en 2011 como Snuggle Truck. Desde entonces se han descargado unos 2 millones de copias desde iOS, con 1,3 millones 9 días después de que se hiciese Free to Play. El 26 de marzo de 2012, se incluyeron Snuggle Truck y Smuggle Truck en el Humble Bundle para Android 2, siendo el último solo disponible para Android. El 3 de febrero del mismo año, se añadió a Steam.